# アメリカ合衆国広報文化交流局

USIAロゴマーク

USIA紋章

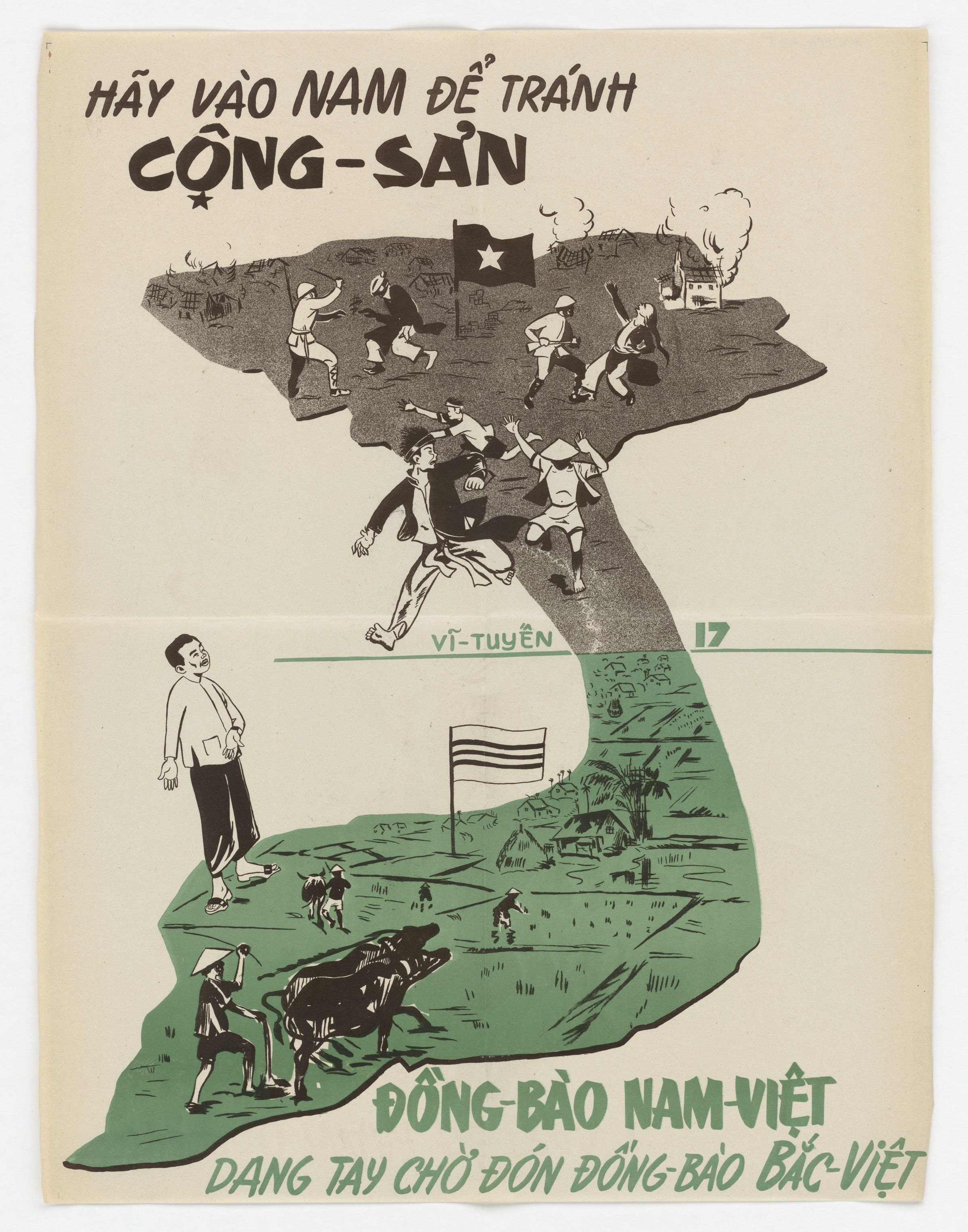
USIAが製作したプロパガンダポスター。北ベトナム住民に、南への移住を勧奨している。1954年。

アメリカ合衆国広報文化交流局（英語: United States Information Agency ; USIA , United States Information Service ; USIS）は、プロパガンダ機関である戦時情報局の後継組織として1953年に発足した連邦行政機関、対外広報機関である。ジョージ・W・ブッシュ大統領による情報機関の再編に先立つ1999年に、ビル・クリントン大統領によって国務省に統合された。
英語名に則した訳は、アメリカ合衆国情報局。アメリカ海外広報庁、米国文化情報局、合衆国情報局、合衆国情報庁などとも訳される。

## 概要
第2次世界大戦でアメリカ陸軍元帥を務め情報戦・心理戦を重視したドワイト・D・アイゼンハワーが、1953年1月20日にアメリカ合衆国大統領に就任して間もなく、行政府再組織計画および大統領行政命令に基づいて設立した。
ボイス・オブ・アメリカやラジオ・フリー・ヨーロッパなどの放送事業、各国での非公開の世論調査、親米的な国際世論の形成、東側諸国に対する政治宣伝、フルブライト・プログラムに代表される留学生・研修生受け入れ事業などを担った。日本では、反共工作の一環としての日本映画製作や、原子力平和利用博覧会も手がけた。職員数は6000人以上であった。

## 沿革
太平洋戦争目前の1941年7月に設立されたアメリカ政府の諜報・プロパガンダ機関「情報調整局OCI」（Office of the Coordinator of Information）が、日米開戦後の1942年6月に「戦略情報局OSS」(Office of Strategic Services）と「戦時情報局OWI」(Office of War Information)とに分割した。
両局とも、敵の戦意をくじくためのプロパガンダ組織だが、前者は諜報活動のような、非合法な手段によって公衆に不信・混乱・恐怖を与えることを目指す「黒いプロパガンダ（Black propaganda）」を担当し、のちに中央情報局CIAへと発展した。
後者は放送のような、情報を明瞭な事実として公衆に理解させることを目指した「白いプロパガンダ(White propaganda)」を担当し、これが戦後、アメリカ合衆国国務省広報部（Bureau of  Public Affairs）の配下になり、情報教育局USIE(Information and Education Agency)、国際情報局IIA(International Information Administration)と改名を続けたのち、アメリカ合衆国情報サービスUSIS(United States Information Service)のもとで拡大し、1953年に国務省から独立してアメリカ合衆国情報局USIAへと移行した。
1999年に国務省に統合された後は、テレビ部門がBroadcasting Board of Governors (BBG)、それ以外の機能がアメリカ合衆国国務次官（公共外交・広報担当）の部門に分かれた。各国駐在大使館では広報・文化交流局が統括し担当公使が置かれる。